# Красная Поляна (Суражский район)
Красная Поляна — опустевший поселок в Суражском районе Брянской области в составе Нивнянского сельского поселения.

## География
Находится в северо-западной части Брянской области на расстоянии приблизительно 16 км на север-северо-восток по прямой от районного центра города Сураж.

## История
Известен был с 1930-х годов. На карте 1941 года отмечен как поселение с 18 дворами.
до 1954 в Высокоселищенском сельсовете, 
в 1954-1960 и 1974-2005 в Новодроковском; 
в 1960-1974 в Нивнянском сельсовете.

## Население
12 человек (2002), 0 человек (2010), 0 человек (2013).
Будет упразднен как фактически не существующий в связи с переселением всех жителей на постоянное место жительства в другие населённые пункты.